# Torre de la Cautiva
La Torre de la Cautiva es una torre de las murallas de la Alhambra en Granada, España. Es una de las varias torres de la muralla norte de la Alhambra que se convirtieron en una pequeña residencia palacial en el siglo XIV. Se considera un ejemplo excepcional de la arquitectura doméstica de la dinastía nazarí de esta época.: 195 

## Nombre
Es un nombre imaginario que no tiene un razonamiento histórico.: 58  Las inscripciones árabes del interior de la torre la denominan «qalaḥurra», que significa «torre palacio» o torre militar utilizada como vivienda.: 275 : 58 

## Trasfondo histórico

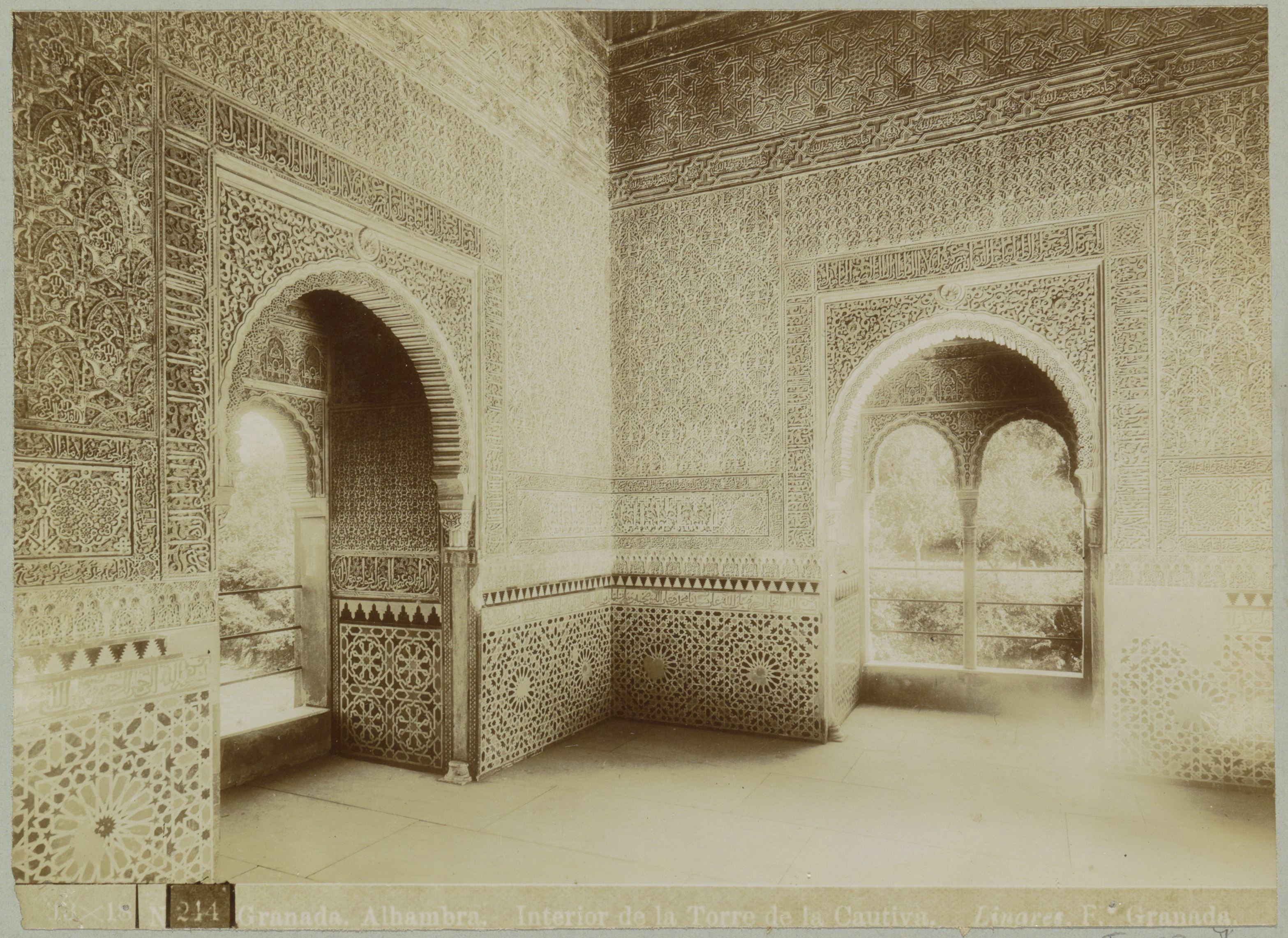
Interior de la torre en una foto de alrededor de 1860-1900.

La torre es una de las varias torres de la muralla norte de la Alhambra que se convirtieron en residencias u otras funciones no militares durante el reinado de Yusuf I (r. 1333-1354). Probablemente, la torre ya existía con anterioridad y fue reconstruida o modificada por este rey.: 194  Se desconoce la fecha exacta de construcción o conversión de la torre, pero dado que contiene poemas de Ibn al-Yayyab, lo más probable es que se terminara antes de la muerte de este poeta en 1349.: 278  Otros ejemplos de este tipo de torres del reinado de Yusuf I son la torre conocida como Peinador de la Reina (a la que Carlos I añadió aposentos reales en 1528), el oratorio (oratorio o sala de oración) del Palacio del Partal, y la Torre de Comares o Salón de los Embajadores del Palacio de Comares.: 278 : 130 : 159  Fue dañada por un incendio en algún momento de su historia y el suelo y el techo fueron restaurados posteriormente en el siglo XIX.: 58 : 195 

## Descripción

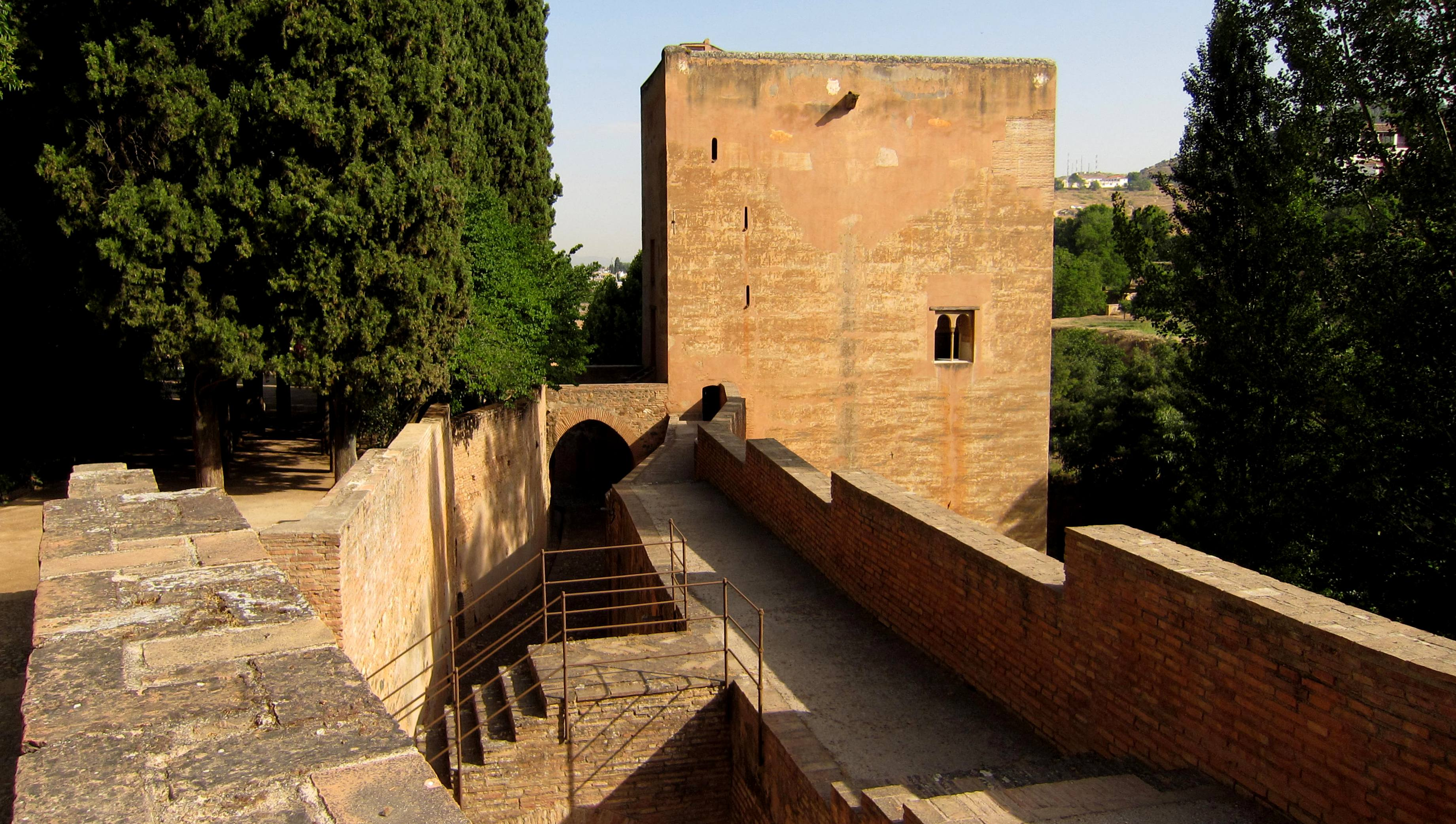
Vista exterior de la torre.

La torre está integrada en la muralla norte del complejo de la Alhambra. Está situada entre la Torre del Cadi al oeste y la Torre de las Infantas al este. La entrada a la torre, por su lado sur, es un estrecho pasadizo que hace cuatro curvas de 90 grados antes de llegar a la primera sala. Una escalera que parte del pasillo de entrada conduce al segundo piso. El interior de la torre consta de dos salas de planta cuadrada.: 275–278 : 195–196  La primera sala es esencialmente un pequeño patio con una claraboya abierta que sirve de patio de luces. En uno de los lados de esta sala-patio se encuentra el arco de la entrada y en los otros tres lados hay un pórtico o galería con arcos sostenidos por dos pilares. En el segundo piso, el pozo de luz del patio está rodeado de varias cámaras que se comunican con él a través de pequeñas ventanas.: 275–278 : 195–196  El segundo salón, en el extremo norte de la torre, es similar al Salón de Embajadores del Palacio de Comares, pero a menor escala. Tiene hornacinas profundas en tres lados que contienen ventanas dobles con vistas al paisaje de abajo. El salón está cubierto por un alto techo abovedado de madera que data de su restauración en el XIX. El suelo de mármol también data de la restauración del siglo XIX.: 275–278 : 195–196 
El interior de la torre está decorado con una extensa estuco de época nazarí, similar a la de los demás palacios de la Alhambra. Esta decoración estaba originalmente realzada con policromía pero ha perdido sus colores con el paso del tiempo. Probablemente se colgaron tapices u otros elementos de decoración en algunas de las paredes durante el periodo nazarí.: 196  La decoración más notable de la torre es el mosaico de azulejos (zellige) de sus muros inferiores. Se colocaron piezas de azulejos de diferentes colores para formar patrones geométricos, así como líneas de caligrafía árabe que corrían horizontalmente por encima de ellos. Entre los diferentes colores de las piezas de azulejo hay un color púrpura que es único en la decoración de esta época. Las inscripciones árabes de los azulejos incluyen cuatro largos poemas de Ibn al-Yayyab, gran visir de Yusuf I y predecesor de Ibn al-Jatib, que alaban las cualidades del edificio.Una inscripción contiene también un capítulo del Qur'an, sura 112, que invoca la unidad de Alá.

Interior of the tower
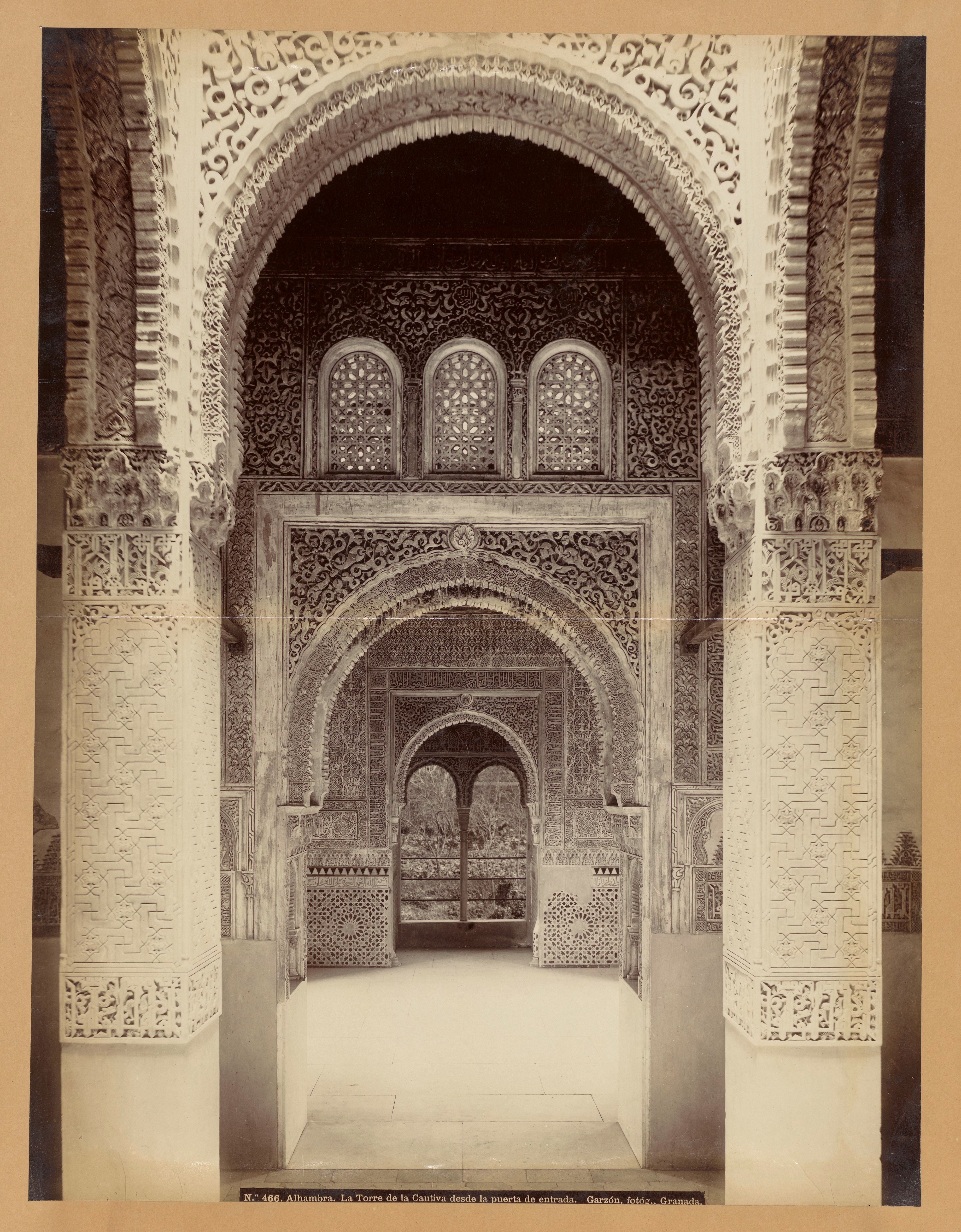
La primera sala (patio) y sus pilares, mirando al norte hacia la segunda sala (foto de 1870-1895).
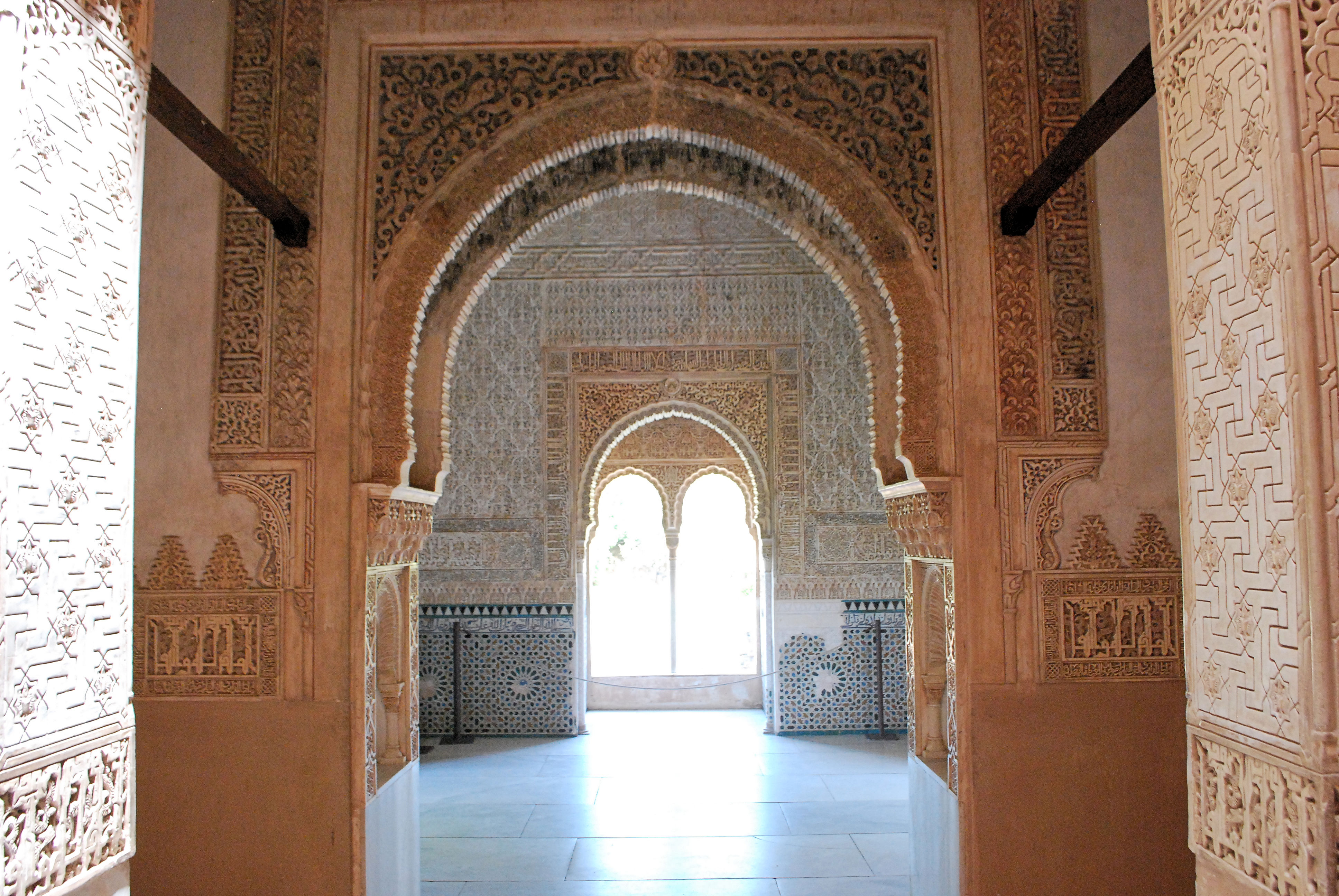
Interior de la torre, mirando al norte desde la sala del patio hacia la segunda sala (foto actual).
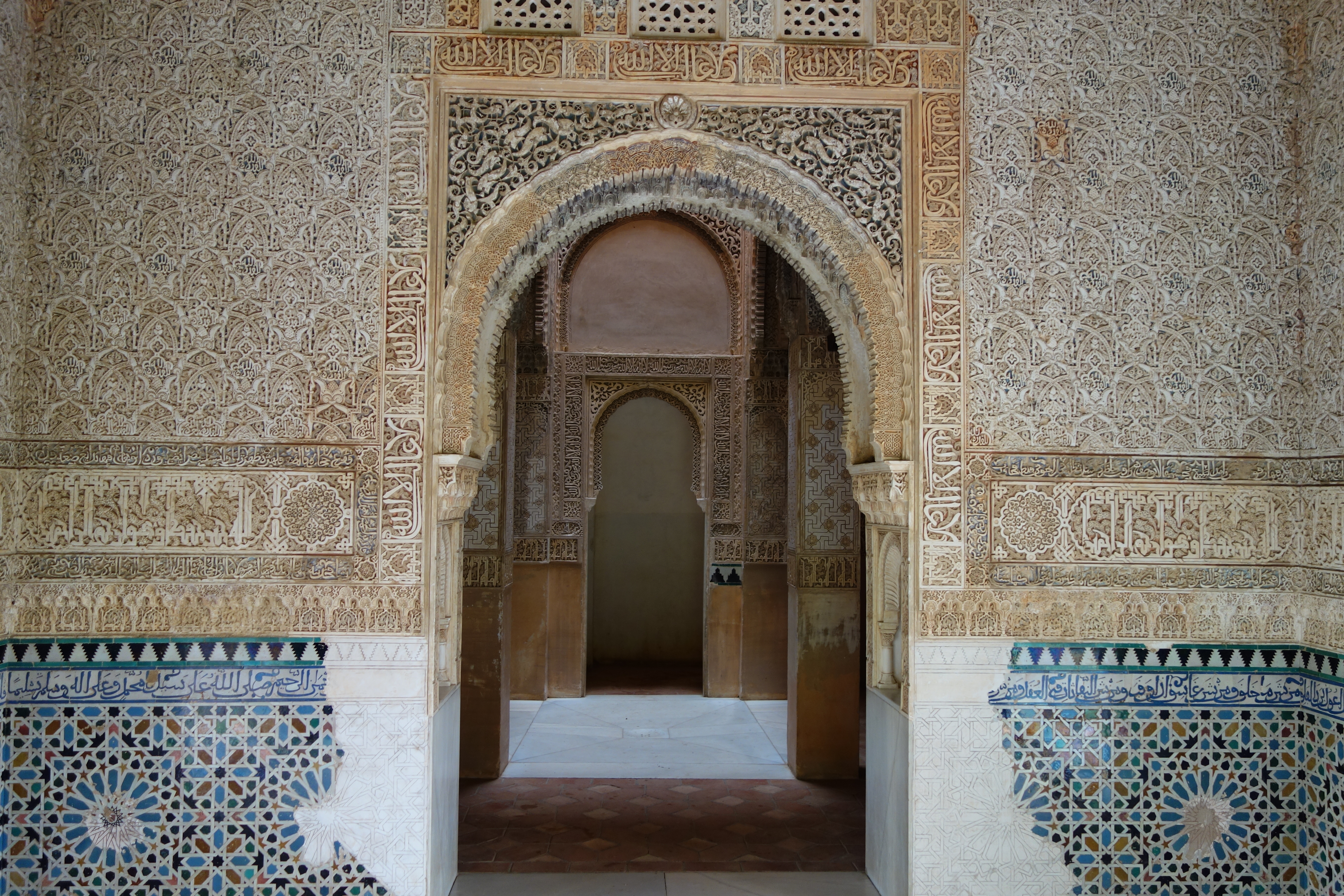
Vista desde el segundo salón mirando hacia atrás, hacia el primer salón y la entrada.
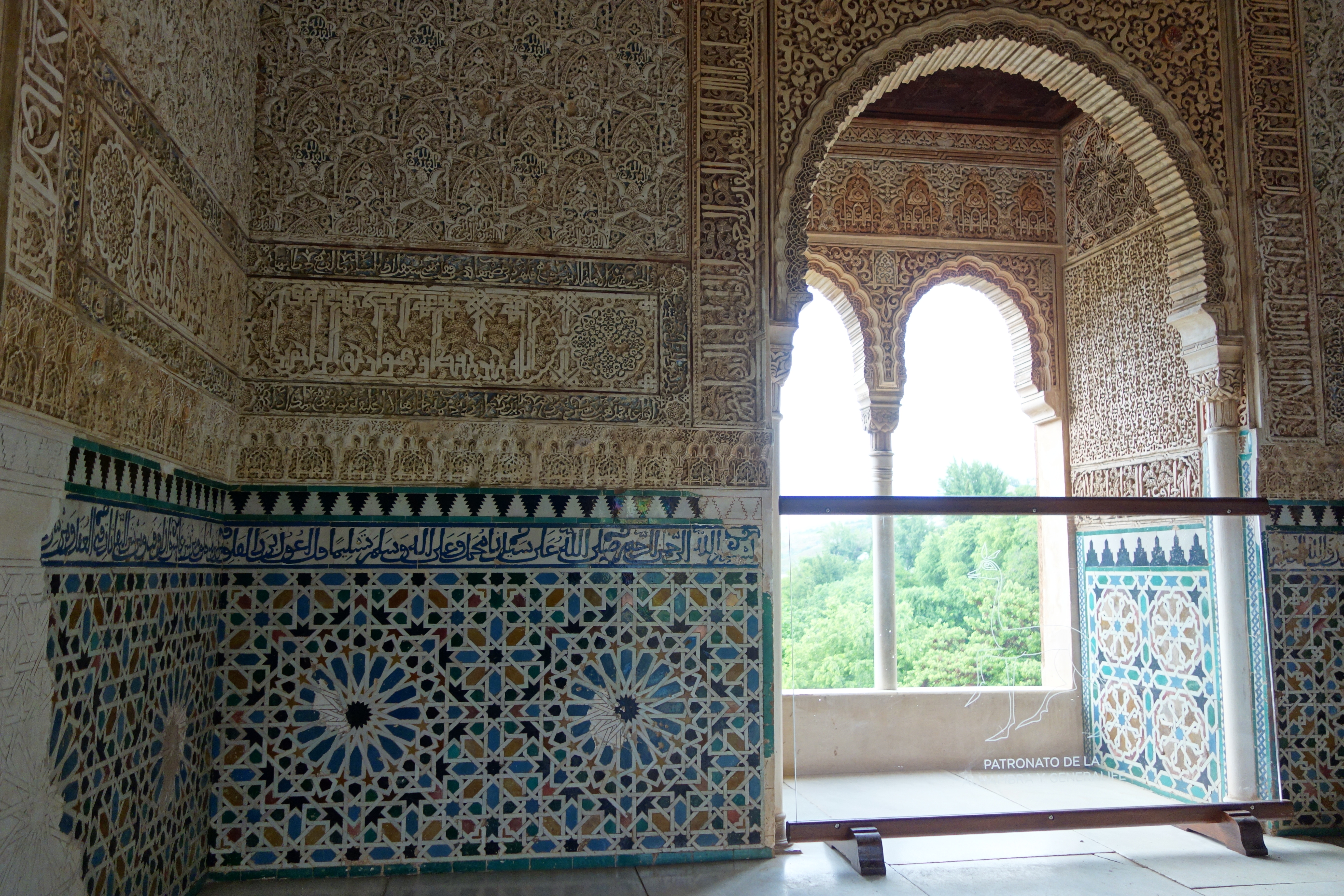
Vista de la decoración de las paredes inferiores y de una de las ventanas laterales de la segunda sala.
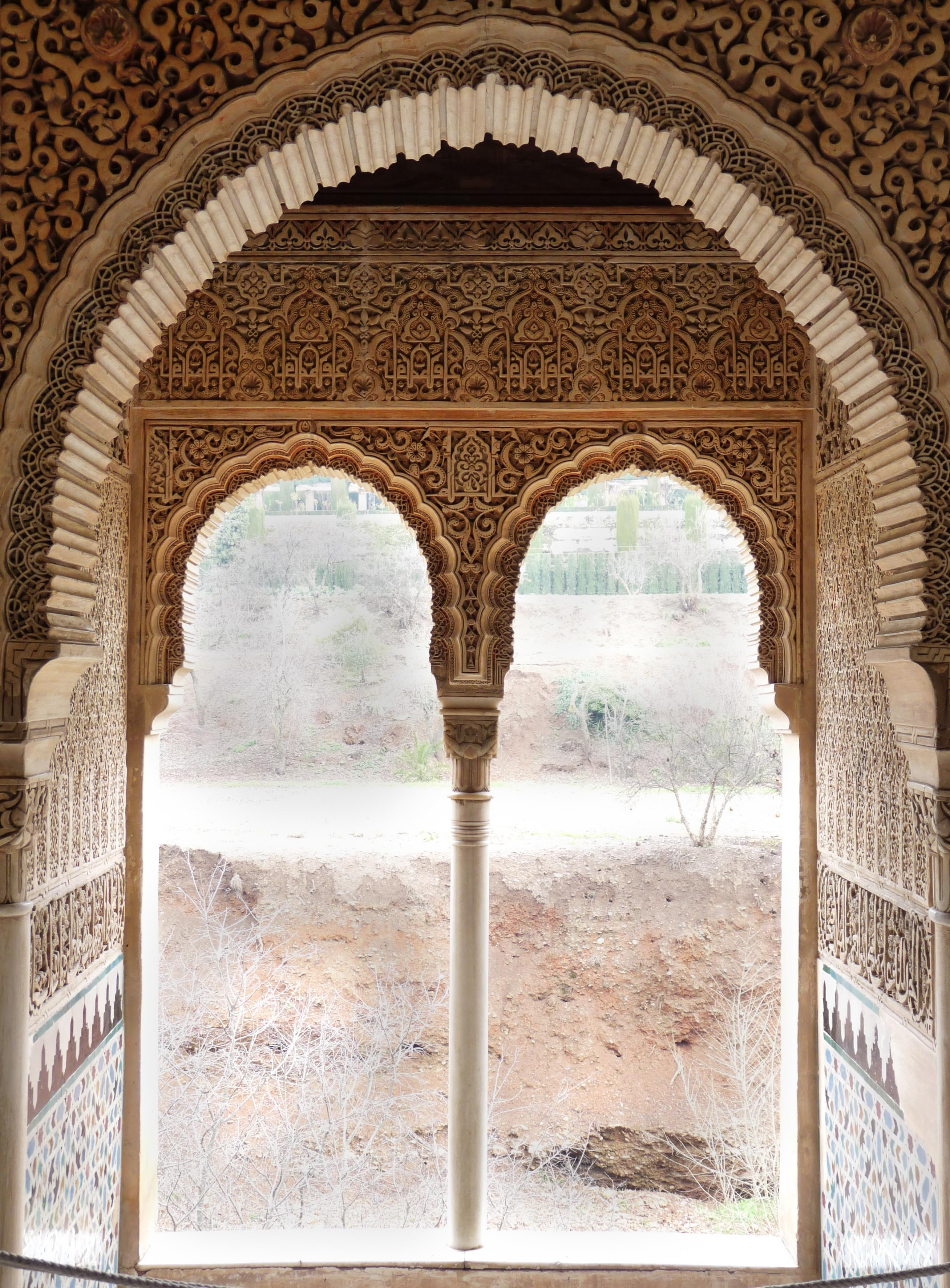
Detalle del nicho de la ventana central del segundo salón.

Esta torre, junto con las otras pequeñas torres que Yusuf I reformó y decoró, representó un nuevo tipo de diseño en la arquitectura nazarí.: 278  A diferencia de otros palacios nazaríes como el del Partal o el de Comares, no tienen relación con un patio o jardín exterior. Por el contrario, son completamente autónomos y aislados. Sin embargo, tienen ventanas que ofrecen vistas panorámicas de la ciudad y el paisaje más allá de la Alhambra, lo que puede sugerir que fueron una evolución del mirador o sala de observación que se puede encontrar en muchos de los otros palacios y pabellones nazaríes de la época.: 278  Un ejemplo posterior de este tipo de torre palacio -y una de las últimas grandes construcciones nazaríes en la Alhambra- es la Torre de las Infantas, que fue construida o reconstruida por Muhammed VII hacia finales del siglo XIV.: 58–59 